# Armeria humilis
Armeria humilis é uma espécie de planta com flor pertencente à família Plumbaginaceae. 
A autoridade científica da espécie é (Link) Schult., tendo sido publicada em Systema Vegetabilium 6: 772. 1820.

## Portugal
Trata-se de uma espécie presente no território português, nomeadamente os seguintes táxones infraespecíficos:
- Armeria humilis subsp. humilis - presente em Portugal Continental. Em termos de naturalidade é endémica da Península Ibérica. Não se encontra protegida por legislação portuguesa ou da Comunidade Europeia.
- Armeria humilis subsp. odorata - presente em Portugal Continental. Em termos de naturalidade é endémica da Península Ibérica. Não se encontra protegida por legislação portuguesa ou da Comunidade Europeia.